# 貝堅
35°20′56″N 7°28′18″E / 35.34889°N 7.47167°E
貝堅（阿拉伯语：‎），是阿爾及利亞的城鎮，位於該國東北部泰貝薩省，由奧格拉區負責管轄，面積132平方公里，2008年人口4,505，人口密度每平方公里34人。